# Villequiers
Villequiers é uma comuna francesa na região administrativa do Centro, no departamento Cher. Estende-se por uma área de 29,13 km². Em 2010 a comuna tinha 482 habitantes (densidade: 16,5 hab./km²).